# Барон де Шодуар Ян Йозеф Антонович
Ян Йозеф Шодуар, фр. Jean Joseph de Chaudoir (1746 - 1839) — заможний купець, один з перших відомих представників роду Шодуар.
Відомо, що наприкінці 70-х рр. XVIII ст. переїхав із Франції до Варшави, де йому належала кам'яниця, яку він збудував власним коштом за проектом Симона Богумила Амадея Зугі (1733 - 1807), придворного архітектора короля Августа III.
26 січня 1795 р. Я. Й. Шодуар прийняв російське підданство і згадується в літературі як купець першої гільдії. 
У 1814 р. Я. Й. Шодуар разом з сином отримав баронський титул від Максиміліана І, короля Баварії. Згодом, у 1804 р. він переїхав разом із родиною на Волинь, де, продовжуючи займатися торгівлею, мешкав у Бердичеві, а пізніше - у власному маєтку в містечку Івниця. 29 листопада 1819 р. та 22 лютого 1820 р. Я. Й. Шодуар та його син Станіслав були нобілітовані російським царем Олександром І. 
Підтвердження ж баронського титулу в Російської імперії Шодуари отримали лише 1827 р.